# Хван Ий Джо
Хван Ий Джо (кор. 황의조, 黃義助, нар. 28 серпня 1992) — південнокорейський футболіст, нападник клубу «Бордо».
Виступав, зокрема, за клуб «Соннам Ільхва Чхонма», а також національну збірну Південної Кореї.

## Клубна кар'єра
Народився 28 серпня 1992 року.
У дорослому футболі дебютував 2013 року виступами за команду клубу «Соннам Ільхва Чхонма», в якій провів чотири сезони, взявши участь у 142 матчах чемпіонату. Більшість часу, проведеного у складі «Соннам Ільхва Чхонма», був основним гравцем атакувальної ланки команди.
До складу клубу «Гамба Осака» приєднався влітку 2017 року. За два роки відіграв за команду з Осаки 71 матч у всіх змаганнях.
14 липня 2019 переїхав до Європи, підписавши контракт з французьким «Бордо». Вартість трансфера склала 2 мільйони євро. У новій команді Хван став основним гравцем на позиції під нападником.

## Виступи за збірні
У 2009 році дебютував у складі юнацької збірної Південної Кореї, взяв участь у 3 іграх на юнацькому рівні.
Протягом 2012–2018 років залучався до складу молодіжної збірної Південної Кореї. На молодіжному рівні зіграв у 22 офіційних матчах, забив 14 голів. Разом зі збірною завоював золоті медалі Азійських ігор 2018.
У 2015 році дебютував в офіційних матчах у складі національної збірної Південної Кореї. Брав участь у Кубку Азії 2019, де збірна дійшла до чвертьфіналу.
| Дата       | Місто          | Господарі         | Результат  | Гості          | Турнір                        | Голи | Примітки |
| ---------- | -------------- | ----------------- | ---------- | -------------- | ----------------------------- | ---- | -------- |
| 3-9-2015   | Хвасон (місто) | Південна Корея    | 8 – 0      | Лаос           | Відбір до ЧС 2018             | -    | 62'      |
| 8-9-2015   | Сайда (місто)  | Ліван             | 0 – 3      | Південна Корея | Відбір до ЧС 2018             | -    | 76'      |
| 13-10-2015 | Сеул           | Південна Корея    | 3 – 0      | Ямайка         | товариський матч              | 1    |          |
| 12-11-2015 | Сувон          | Південна Корея    | 4 – 0      | М'янма         | Відбір до ЧС 2018             | -    | 63'      |
| 24-3-2016  | Ансан          | Південна Корея    | 1 – 0      | Ліван          | Відбір до ЧС 2018             | -    | 70'      |
| 27-3-2016  | Бангкок        | Таїланд           | 0 – 1      | Південна Корея | товариський матч              | -    | 87'      |
| 1-6-2016   | Зальцбург      | Іспанія           | 6 – 1      | Південна Корея | товариський матч              | -    | 46'      |
| 5-6-2016   | Прага          | Чехія             | 1 – 2      | Південна Корея | товариський матч              | -    | 88'      |
| 28-3-2017  | Сеул           | Південна Корея    | 1 – 0      | Сирія          | Відбір до ЧС 2018             | -    | 86'      |
| 7-10-2017  | Москва         | Росія             | 4 – 2      | Південна Корея | товариський матч              | -    | 64'      |
| 10-10-2017 | Біль (місто)   | Південна Корея    | 1 – 3      | Марокко        | товариський матч              | -    | 53'      |
| 7-9-2018   | Коян           | Південна Корея    | 2 – 0      | Коста-Рика     | товариський матч              | -    | 67'      |
| 11-9-2018  | Сувон          | Південна Корея    | 0 – 0      | Чилі           | товариський матч              | -    | 58'      |
| 12-10-2018 | Сеул           | Південна Корея    | 2 – 1      | Уругвай        | товариський матч              | 1    | 67'      |
| 16-10-2018 | Чхонан         | Південна Корея    | 2 – 2      | Панама         | товариський матч              | -    | 65'      |
| 17-11-2018 | Брисбен        | Австралія         | 1 – 1      | Південна Корея | товариський матч              | 1    | 46'      |
| 20-11-2018 | Брисбен        | Узбекистан        | 0 – 4      | Південна Корея | товариський матч              | 1    | 70'      |
| 31-12-2018 | Абу-Дабі       | Саудівська Аравія | 0 – 0      | Південна Корея | товариський матч              | -    | 60'      |
| 07-01-2019 | Дубай          | Південна Корея    | 1 – 0      | Філіппіни      | Кубок Азії 2019 - 1-й етап    | 1    |          |
| 11-01-2019 | Аль-Айн        | Киргизстан        | 0 – 1      | Південна Корея | Кубок Азії 2019 - 1-й етап    | -    | 82'      |
| 16-01-2019 | Абу-Дабі       | Південна Корея    | 2 – 0      | КНР            | Кубок Азії 2019 - 1-й етап    | 1    | 70'      |
| 22-01-2019 | Дубай          | Південна Корея    | 2 – 1 д.ч. | Бахрейн        | Кубок Азії 2019 - 1/8 фіналу  | -    |          |
| 25-01-2019 | Абу-Дабі       | Південна Корея    | 0 – 1      | Катар          | Кубок Азії 2019 - чвертьфінал | -    |          |
| 22-03-2019 | Ульсан         | Південна Корея    | 1 – 0      | Болівія        | товариський матч              | -    | 63'      |
| 26-03-2019 | Сеул           | Південна Корея    | 2 – 1      | Колумбія       | товариський матч              | -    | 83'      |
| 07-06-2019 | Пусан          | Південна Корея    | 1 – 0      | Австралія      | товариський матч              | 1    | 67'      |
| 11-06-2019 | Сеул           | Південна Корея    | 1 – 1      | Іран           | товариський матч              | 1    | 83'      |
| 05-09-2019 | Стамбул        | Грузія            | 2 – 2      | Південна Корея | товариський матч              | 2    | 46'      |
| 10-09-2019 | Ашгабат        | Туркменістан      | 0 – 2      | Південна Корея | Відбір до ЧС 2022             | -    | 82'      |
| 15-10-2019 | Пхеньян        | Північна Корея    | 0 – 0      | Південна Корея | Відбір до ЧС 2022             | -    | 79'      |
| 14-11-2019 | Бейрут         | Ліван             | 0 – 0      | Південна Корея | Відбір до ЧС 2022             | -    |          |
| 19-11-2019 | Абу-Дабі       | Бразилія          | 3 – 0      | Південна Корея | товариський матч              | -    |          |
| Усього     |                | Матчів            | 32         |                | Голів                         | 10   |          |

## Титули і досягнення
- Переможець Азійських ігор: 2018